# Astragalus jabbor-khailii
Astragalus jabbor-khailii es una especie de planta del género Astragalus, de la familia de las leguminosas, orden Fabales.

## Distribución
Astragalus jabbor-khailii se distribuye por Afganistán y Pakistán.

## Taxonomía
Fue descrita científicamente por Kitamura. Fue publicada en Acta Phytotax. Geobot. 16(5): 138 (1956).